# Calymenidae
Famille
Sous-familles de rang inférieur
- †Calymeninae Milne Edwards, 1840
- †Flexicalymeninae Siveter, 1977
- †Reedocalymeninae Hupe, 1955

Calymenidae est une famille fossile de trilobites dans l'ordre fossile des Phacopida.

## Classification
La famille des Calymenidae est décrite en 1840 par le médecin et zoologiste français Henri Milne Edwards (1800-1885).

### Sous-familles et genres
Selon le site Paleobiology Database en 2024, la famille des Calymenidae a trois sous-familles fossiles :
- †Calymeninae Milne Edwards, 1840[2]
- †Flexicalymeninae Siveter, 1977[3].
- †Reedocalymeninae Hupe, 1955[4].

Selon le site Paleobiology Database en 2024, les genres de la famille des Calymenidae se répartissent donc dix-sept genres non classés et un, cinq et quatre genres classés dans les deux sous-familles, pour un total de vingt-sept genres :
- non classé en sous-famille :
  - †Calymenesum Kobayashi, 1951
  - †Gravicalymene Shirley 1936
  - †Linguocalymene Tomczykowa 1991
  - †Liocalymene Raymond 1916
  - †Neseuretus Hicks 1873
  - †Nipponocalymene Kaneko 1985
  - †Onnicalymene Dean 1962
  - †Papillicalymene Shirley 1936
  - †Pharostomatinae Hupe 1953
  - †Platycalymene Shirley 1936
  - †Pradoella Hammann 1977
  - †Protocalymene Ross and Barnes 1967
  - †Reacalymene Shirley 1936
  - †Reedocalymene Kobayashi 1951
  - †Salterocoryphe Hammann 1977
  - †Spathacalymene Tillman 1960
  - †Tapinocalymene Siveter 1980
- †Calymeninae Milne Edwards, 1840
  - †Alcymene Ramsköld et al. , 1994
  - †Arcticalymene Adrain et Edgecombe, 1997
  - †Atlanticalymene Adrain et al. , 2020
  - †Calymene Brongniart, 1822
  - †Diacalymene Kegel, 1927
- †Flexicalymeninae Siveter, 1977
  - †Flexicalymene Shirley, 1936
  - †Metacalymene Kegel, 1927
  - †Sthenarocalymene Siveter, 1977
  - †Thelecalymene Whittington, 1971
- †Reedocalymeninae Hupe, 1955
  - Neseuretinus Dean 1967

### Synonyme
Apocalymene est déclaré synonyme de Gravicalymene depuis 2020 par P. M. Smith and M. C. Ebach.

### Fossiles
Selon le site Paleobiology Database en 2024, le nombre de collections de fossiles références est de 1 785 collections pour 2 027 occurrences depuis le Trémadocien de l'Ordovicien au Praguien du Dévonien inférieur, soit de 478,6 à 402,5 Ma avant notre ère.